# World Cup 1996 (Tischtennis)
| 1995 ← World Cup → 1997 | 1995 ← World Cup → 1997                                                   | 1995 ← World Cup → 1997         |
| ----------------------- | ------------------------------------------------------------------------- | ------------------------------- |
|                         | Männer                                                                    | Frauen                          |
| Datum                   | 24.10.–27.10.                                                             | 28.09.–30.09.                   |
| Ort                     | Nîmes                                                                     | Hongkong                        |
| Auflage                 | 17                                                                        | 1                               |
| Sieger                  | Liu Guoliang Jan-Ove Waldner Uladsimir Samsonau (engl. Vladimir Samsonov) | Deng Yaping Yang Ying Wang Chen |

Der Tischtennis-World Cup 1996 fand für die Männer in seiner 17. Austragung vom 24. bis 27. Oktober im französischen Nîmes und für die Frauen vom 28. bis 30. September in Hongkong statt. Es war das erste Mal, dass der Wettbewerb auch für Frauen ausgetragen wurde. Gold ging an Liu Guoliang und Deng Yaping aus China.

## Modus
An jedem Wettbewerb nahmen 16 Sportler teil, die auf vier Gruppen mit je vier Sportlern aufgeteilt wurden. Die Gruppenersten und -zweiten rückten in die im K.o.-Modus ausgetragene Hauptrunde vor. Die Halbfinal-Verlierer trugen ein Spiel um Platz 3 aus. Gespielt wurde in der Gruppenphase mit zwei Gewinnsätzen, danach (außer das Spiel um Platz 3 bei den Frauen) mit drei Gewinnsätzen.

## Teilnehmer
| Platz | Männer               | TN | Frauen            |
| ----- | -------------------- | -- | ----------------- |
| 1     | Liu Guoliang         | 2  | Deng Yaping       |
| 2     | Jan-Ove Waldner      | 12 | Yang Ying         |
| 3     | Vladimir Samsonov    | 1  | Wang Chen         |
| 4     | Jean-Michel Saive    | 7  | Marie Svensson    |
| 5     | Patrick Chila        | 2  | Jing Jun Hong     |
| 5     | Kim Taek-soo         | 5  | Chan Tan Lui      |
| 5     | Ding Song            | 1  | Chai Po Wa        |
| 5     | Jörg Roßkopf         | 4  | Ni Xialian        |
| 9     | Jean-Philippe Gatien | 5  | Otilia Bădescu    |
| 9     | Kong Linghui         | 3  | Geng Lijuan       |
| 9     | Jörgen Persson       | 7  | Park Hae-jung     |
| 9     | Zoran Primorac       | 4  | Jie Schöpp        |
| 13    | Cheng Yinghua        | 2  | Bose Kaffo        |
| 13    | Hugo Hoyama          | 5  | Yolanda Rodriguez |
| 13    | Peter Jackson        | 5  | Nicole Struse     |
| 13    | Segun Toriola        | 1  | Shirley Zhou      |

## Männer

### Gruppenphase

#### Gruppe 1
|                 | Ergebnis |               |
| --------------- | -------- | ------------- |
| Jan-Ove Waldner | 2:1      | Patrick Chila |
| Jan-Ove Waldner | 2:1      | Kong Linghui  |
| Jan-Ove Waldner | 2:1      | Hugo Hoyama   |
| Patrick Chila   | 1:2      | Kong Linghui  |
| Patrick Chila   | 2:0      | Hugo Hoyama   |
| Kong Linghui    | 1:2      | Hugo Hoyama   |

| Platz | Spieler         | Spiele | Sätze | Punkte |
| ----- | --------------- | ------ | ----- | ------ |
| 1     | Jan-Ove Waldner | 3      | 6:3   | 6      |
| 2     | Patrick Chila   | 3      | 4:4   | 4      |
| 3     | Kong Linghui    | 3      | 4:5   | 4      |
| 4     | Hugo Hoyama     | 3      | 3:5   | 4      |

#### Gruppe 2
|                    | Ergebnis |                                              |
| ------------------ | -------- | -------------------------------------------- |
| Liu Guoliang       | 2:0      | Uladsimir Samsonau (engl. Vladimir Samsonov) |
| Liu Guoliang       | 2:1      | Zoran Primorac                               |
| Liu Guoliang       | 2:0      | Peter Jackson                                |
| Uladsimir Samsonau | 2:1      | Zoran Primorac                               |
| Uladsimir Samsonau | 2:0      | Peter Jackson                                |
| Zoran Primorac     | 2:1      | Peter Jackson                                |

| Platz | Spieler                                      | Spiele | Sätze | Punkte |
| ----- | -------------------------------------------- | ------ | ----- | ------ |
| 1     | Liu Guoliang                                 | 3      | 6:1   | 6      |
| 2     | Uladsimir Samsonau (engl. Vladimir Samsonov) | 3      | 4:3   | 5      |
| 3     | Zoran Primorac                               | 3      | 4:5   | 4      |
| 4     | Peter Jackson                                | 3      | 1:6   | 3      |

#### Gruppe 3
|                   | Ergebnis |                   |
| ----------------- | -------- | ----------------- |
| Ding Song         | 2:1      | Jean-Michel Saive |
| Ding Song         | 2:0      | Jörgen Persson    |
| Ding Song         | 2:0      | Cheng Yinghua     |
| Jean-Michel Saive | 2:1      | Jörgen Persson    |
| Jean-Michel Saive | 2:0      | Cheng Yinghua     |
| Jörgen Persson    | 2:0      | Cheng Yinghua     |

| Platz | Spieler           | Spiele | Sätze | Punkte |
| ----- | ----------------- | ------ | ----- | ------ |
| 1     | Ding Song         | 3      | 6:1   | 6      |
| 2     | Jean-Michel Saive | 3      | 5:3   | 5      |
| 3     | Jörgen Persson    | 3      | 3:4   | 4      |
| 4     | Cheng Yinghua     | 3      | 0:6   | 3      |

#### Gruppe 4
|                      | Ergebnis |                      |
| -------------------- | -------- | -------------------- |
| Jörg Roßkopf         | 2:1      | Kim Taek-soo         |
| Jörg Roßkopf         | 2:1      | Jean-Philippe Gatien |
| Jörg Roßkopf         | 2:1      | Segun Toriola        |
| Kim Taek-soo         | 2:0      | Jean-Philippe Gatien |
| Kim Taek-soo         | 2:0      | Segun Toriola        |
| Jean-Philippe Gatien | 2:0      | Segun Toriola        |

| Platz | Spieler              | Spiele | Sätze | Punkte |
| ----- | -------------------- | ------ | ----- | ------ |
| 1     | Jörg Roßkopf         | 3      | 6:3   | 6      |
| 2     | Kim Taek-soo         | 3      | 5:2   | 5      |
| 3     | Jean-Philippe Gatien | 3      | 3:4   | 4      |
| 4     | Segun Toriola        | 3      | 1:6   | 3      |

### Hauptrunde
|  | Viertelfinale                                | Viertelfinale      |                   |                   | Halbfinale         | Halbfinale |  |  | Finale | Finale |
|  |                                              |                    |                   |                   |                    |            |  |  |        |        |
|  |                                              |                    |                   |                   |                    |            |  |  |        |        |
|  | Jan-Ove Waldner                              | 3                  |                   |                   |                    |            |  |  |        |        |
|  | Jan-Ove Waldner                              | 3                  |                   |                   |                    |            |  |  |        |        |
|  | Kim Taek-soo                                 | 2                  |                   |                   |                    |            |  |  |        |        |
|  | Kim Taek-soo                                 | 2                  | Jan-Ove Waldner   | 3                 |                    |            |  |  |        |        |
|  |                                              |                    | Jan-Ove Waldner   | 3                 |                    |            |  |  |        |        |
|  |                                              | Uladsimir Samsonau | 2                 |                   |                    |            |  |  |        |        |
|  | Ding Song                                    | Uladsimir Samsonau | 2                 | 2                 |                    |            |  |  |        |        |
|  | Ding Song                                    |                    |                   | 2                 |                    |            |  |  |        |        |
|  | Uladsimir Samsonau (engl. Vladimir Samsonov) | 3                  |                   |                   |                    |            |  |  |        |        |
|  |                                              |                    | Jan-Ove Waldner   | 1                 |                    |            |  |  |        |        |
|  |                                              |                    |                   | Liu Guoliang      | 3                  |            |  |  |        |        |
|  | Jörg Roßkopf                                 | 2                  |                   |                   |                    |            |  |  |        |        |
|  | Jean-Michel Saive                            | 3                  |                   |                   |                    |            |  |  |        |        |
|  | Jean-Michel Saive                            | 3                  | Jean-Michel Saive | 2                 |                    |            |  |  |        |        |
|  |                                              |                    | Jean-Michel Saive | 2                 | Spiel um Platz 3   |            |  |  |        |        |
|  |                                              | Liu Guoliang       | 3                 |                   |                    |            |  |  |        |        |
|  | Liu Guoliang                                 | Liu Guoliang       | 3                 | 3                 | Uladsimir Samsonau | 3          |  |  |        |        |
|  | Liu Guoliang                                 |                    |                   | 3                 | Uladsimir Samsonau | 3          |  |  |        |        |
|  | Patrick Chila                                | 2                  |                   | Jean-Michel Saive | 1                  |            |  |  |        |        |
|  | Patrick Chila                                | 2                  |                   |                   | 1                  |            |  |  |        |        |
|  |                                              |                    |                   |                   |                    |            |  |  |        |        |

## Frauen

### Gruppenphase

#### Gruppe 1
|              | Ergebnis |              |
| ------------ | -------- | ------------ |
| Deng Yaping  | 2:0      | Chan Tan Lui |
| Deng Yaping  | 2:0      | Jie Schöpp   |
| Deng Yaping  | 2:0      | Bose Kaffo   |
| Chan Tan Lui | 2:0      | Jie Schöpp   |
| Chan Tan Lui | 2:0      | Bose Kaffo   |
| Jie Schöpp   | 2:0      | Bose Kaffo   |

| Platz | Spieler      | Spiele | Sätze | Punkte |
| ----- | ------------ | ------ | ----- | ------ |
| 1     | Deng Yaping  | 3      | 6:0   | 6      |
| 2     | Chan Tan Lui | 3      | 4:2   | 5      |
| 3     | Jie Schöpp   | 3      | 2:4   | 4      |
| 4     | Bose Kaffo   | 3      | 0:6   | 3      |

#### Gruppe 2
|             | Ergebnis |              |
| ----------- | -------- | ------------ |
| Ni Xialian  | 2:0      | Chai Po Wa   |
| Ni Xialian  | 1:2      | Geng Lijuan  |
| Ni Xialian  | 2:0      | Shirley Zhou |
| Chai Po Wa  | 2:0      | Geng Lijuan  |
| Chai Po Wa  | 2:0      | Shirley Zhou |
| Geng Lijuan | 2:0      | Shirley Zhou |

| Platz | Spieler      | Spiele | Sätze | Punkte |
| ----- | ------------ | ------ | ----- | ------ |
| 1     | Ni Xialian   | 3      | 5:2   | 5      |
| 2     | Chai Po Wa   | 3      | 4:2   | 5      |
| 3     | Geng Lijuan  | 3      | 4:3   | 5      |
| 4     | Shirley Zhou | 3      | 0:6   | 3      |

#### Gruppe 3
|                | Ergebnis |                |
| -------------- | -------- | -------------- |
| Yang Ying      | 1:2      | Marie Svensson |
| Yang Ying      | 2:0      | Otilia Bădescu |
| Yang Ying      | 2:-      | Nicole Struse  |
| Marie Svensson | 1:2      | Otilia Bădescu |
| Marie Svensson | 2:-      | Nicole Struse  |
| Otilia Bădescu | 2:0      | Nicole Struse  |

| Platz | Spieler        | Spiele | Sätze | Punkte |
| ----- | -------------- | ------ | ----- | ------ |
| 1     | Yang Ying      | 3      | 5:2   | 5      |
| 2     | Marie Svensson | 3      | 5:3   | 5      |
| 3     | Otilia Bădescu | 3      | 4:3   | 5      |
| 4     | Nicole Struse  | 1      | 0:6   | 1      |

#### Gruppe 4
|               | Ergebnis |                   |
| ------------- | -------- | ----------------- |
| Wang Chen     | 1:2      | Jing Jun Hong     |
| Wang Chen     | 2:0      | Park Hae-jung     |
| Wang Chen     | 2:0      | Yolanda Rodriguez |
| Jing Jun Hong | 1:2      | Park Hae-jung     |
| Jing Jun Hong | 2:0      | Yolanda Rodriguez |
| Park Hae-jung | 2:0      | Yolanda Rodriguez |

| Platz | Spieler           | Spiele | Sätze | Punkte |
| ----- | ----------------- | ------ | ----- | ------ |
| 1     | Wang Chen         | 3      | 5:2   | 5      |
| 2     | Jing Jun Hong     | 3      | 5:3   | 5      |
| 3     | Park Hae-jung     | 3      | 4:3   | 5      |
| 4     | Yolanda Rodriguez | 3      | 0:6   | 3      |

### Hauptrunde
|  | Viertelfinale  | Viertelfinale  |             |           | Halbfinale       | Halbfinale |  |  | Finale | Finale |
|  |                |                |             |           |                  |            |  |  |        |        |
|  |                |                |             |           |                  |            |  |  |        |        |
|  | Deng Yaping    | 3              |             |           |                  |            |  |  |        |        |
|  | Deng Yaping    | 3              |             |           |                  |            |  |  |        |        |
|  | Jing Jun Hong  | 0              |             |           |                  |            |  |  |        |        |
|  | Jing Jun Hong  | 0              | Deng Yaping | 3         |                  |            |  |  |        |        |
|  |                |                | Deng Yaping | 3         |                  |            |  |  |        |        |
|  |                | Marie Svensson | 0           |           |                  |            |  |  |        |        |
|  | Ni Xialian     | Marie Svensson | 0           | 2         |                  |            |  |  |        |        |
|  | Ni Xialian     |                |             | 2         |                  |            |  |  |        |        |
|  | Marie Svensson | 3              |             |           |                  |            |  |  |        |        |
|  |                |                | Deng Yaping | 3         |                  |            |  |  |        |        |
|  |                |                |             | Yang Ying | 0                |            |  |  |        |        |
|  | Yang Ying      | 3              |             |           |                  |            |  |  |        |        |
|  | Chan Tan Lui   | 1              |             |           |                  |            |  |  |        |        |
|  | Chan Tan Lui   | 1              | Yang Ying   | 3         |                  |            |  |  |        |        |
|  |                |                | Yang Ying   | 3         | Spiel um Platz 3 |            |  |  |        |        |
|  |                | Wang Chen      | 0           |           |                  |            |  |  |        |        |
|  | Chai Po Wa     | Wang Chen      | 0           | 0         | Marie Svensson   | 0          |  |  |        |        |
|  | Chai Po Wa     |                |             | 0         | Marie Svensson   | 0          |  |  |        |        |
|  | Wang Chen      | 3              |             | Wang Chen | 2                |            |  |  |        |        |
|  | Wang Chen      | 3              |             |           | 2                |            |  |  |        |        |
|  |                |                |             |           |                  |            |  |  |        |        |

## Sonstiges
Mit 12 World-Cup-Teilnahmen verbesserte Jan-Ove Waldner seinen Rekord vom Vorjahr.